# Llei del cinema de Catalunya
La llei del cinema de Catalunya és una llei que ofereix un nou marc per a la creació, la producció, la distribució i la comercialització de pel·lícules en català. Aquesta llei estableix que un 50% de les produccions han de ser doblades o subtitulades en català. Les pel·lícules europees que estiguin rodades en castellà com a idioma original i comptin amb menys de 16 còpies, quedaran excloses de l'obligació anterior. En cas que les produccions siguin rodades en un altre idioma i estiguin subtitulades en castellà, sí que s'haurà d'aplicar la llei perquè un 50% sigui subtitulada en català. Dins la normativa, també hi consta que els DVD s'han de distribuir amb l'opció “català” dins de les llengües disponibles del menú de doblatge o subtítols.

## Vigència
La llei del cinema de Catalunya va entrar en vigor el 16 de gener del 2011 sense el reglament que estableix el doblatge obligatori al català de la meitat de les còpies de qualsevol pel·lícula distribuïda a Catalunya, amb excepció de les cintes europees que distribueixen menys de 16 còpies. Amb la nova llei en vigor i amb la falta d'un reglament nou, regeix el «Decret 267/99». Amb aquesta legislació, alguns articles no poden entrar en vigor perquè necessiten un desplegament que no consta en el reglament, com és el cas de l'article 18, on s'estableix l'obligació del doblatge de films en català.
El projecte de llei de modificació de la llei del cinema - publicat el 14 d'abril de 2014 - que està en tràmit al Parlament, té com a objecte principal suprimir les quotes de distribució i exhibició i substituir-les per acords industrials que assegurin la presència normalitzada del català a les sales d'exhibició. Deixa per concretar en un reglament les obligacions de distribució i exhibició de les obres subtitulades o doblades al català. Així mateix, el projecte de llei també exclou les obres europees de les esmentades obligacions.

## Impulsors i detractors
El Govern de la Generalitat de Catalunya, l'any 2009, va ser qui va llançar la proposta per tal de constituir-la com a llei. La proposta va sortir de la Conselleria de Cultura, al capdavant la qual estava el llavors conseller Joan Manuel Tresserras.
L'aprovació del nou reglament no va obtenir una aprovació immediata. Tant els exhibidors i les distribuïdores cinematogràfiques hi estaven en contra, com per exemple el Gremi d'Empresaris de Cinemes de Catalunya, que defensaven que el doblatge en català "augmenta els costos i no ofereix suficients beneficis", També estaven en desacord que l'incompliment de “la garantia de l'accés lingüístic”, arribi a sancions de fins a 75.000 euros. Des d'un principi la iniciativa va ser rebutjada i criticada tant per les distribuïdores, les majors nord-americanes, i el Gremi d'Empresaris de Cinema de Catalunya, que en paraules de Pilar Serra, la seva presidenta, argumentava que "no existia realment una demanda tan gran per part dels ciutadans de Catalunya" com per a haver d'igualar l'oferta de pel·lícules doblades al català per situar-les al mateix nivell que al castellà. La Llei també preveu un increment de les pel·lícules en versió original. Segons la Federació de Cinemes d'Espanya (FECE), Espanya, a diferència d'altres països de la Unió Europea, aquesta oferta no està tan implantada com per encara incrementar-la més. Alguns cinemes de Barcelona van fer vaga com a mesura de protesta en contra de la nova llei, fet que va aixecar molta polèmica, doncs molts catalans ho van veure com un acte de discriminació al català, i van sortir diferents propostes a les xarxes socials, convidant a la gent a no anar al cinema per tal de protestar contra els seus tancaments. El 30 de juny de 2010 es va aprovar finalment la Llei del cinema de Catalunya al Parlament de Catalunya, amb 117 vots a favor, els de CiU, PSC, ERC i ICV-EUIA, i 18 en contra, PPC i C's. L'entrada en vigor es va donar amb el nou Govern a la Generalitat, amb CiU el 16 de gener de 2011.